# Баїя-Онда
Баїя-Онда, або Бая-Онда (ісп. Bahía Honda) — муніципалітет і місто на Кубі, провінція Артеміса. До 2011 належало до провінції Пінар-дель-Ріо.

## Історія
Деякий час в муніципалітеті знаходилась морська база Сполучених Штатів. Після 1912 року вона була покинута на користь бази Гуантанамо.

## Демографія
У 2022 році муніципалітет налічував 42 522 жителів. Маючи площу 784 км², щільність населення становить 54 особи/км².